# Chiesa di San Vigilio (Merano)
La chiesa di San Vigilio è una chiesa di rito cattolico-romano della città di Merano che si trova nel quartiere di Maia Bassa.
La chiesa risale al XIII secolo e fu ceduta nel 1273 da Mainardo II all'abbazia di Stams insieme ad altri beni. Di questo periodo rimane la parte bassa del campanile e alcune tracce nell'abside, tra cui un bassorilievo che rappresenta il sole e la luna.
Ampliata e ricostruita in forme gotiche alla fine del XIV secolo, fu definitivamente consacrata nel 1401. Nel 1878 un incendio la danneggio pesantemente e fu ristrutturata nel 1884. Nel 1936-37, a causa dell'aumento della popolazione del quartiere, si decise nuovamente di ampliarla: il progetto fu ideato da Clemens Holzmeister (socio di Luis Trenker) e prevedeva di abbattere l'aula e ruotarla di 90 gradi, mantenendo il campanile e il coro gotico che divenne una cappella laterale. La nuova costruzione fu abbellita all'interno da affreschi opera di Rudolf Stolz e decorata all'esterno con lastre di porfido.
Il coro gotico a otto lati è sorretto all'esterno da contrafforti mentre all'interno è decorato da un soffitto a volta con costoloni e custodisce un altare ligneo a portelle e dei resti di affreschi del XV secolo.